# ジョン・ウートン
ジョン・ウートン（John Wootton、1682年頃 – 1764年11月13日）はイギリスの18世紀の画家である。競走馬の絵や、騎馬人物の絵、戦場の情景を描いた。

## 略歴
ウォリックシャーのSnitterfieldに生まれた。経歴はあまり知られていないが、オランダ生まれでイギリスで戦場画を描いたことで知られるヤン・ウィク（Jan Wyck:1652–1702）のもとで1700年以前に修行したと思われる。ボーフォート公爵がパトロンとなって、1710年にローマで修行した。18世紀のイギリスで競馬の中心地であったニューマーケットで多くの競走馬の絵を描いた。
同時代に家畜や動物、特に競走馬をイギリスで描いた画家にはピーター・ティルマンズ（Peter Tillemans:c.1684–1734)やジェームズ・シーモア（James Seymour:1702–1752）らがいた。イギリスの動物画家としては、後代の画家、ジョージ・スタッブス（George Stubbs:1724-1806）のほうが評価が高い。
ジョン・ウートンは、馬を題材にした絵画以外に、戦闘の場面を描いた歴史画も製作し、風景画も描いた。イギリスにおける風景画のパイオニアの一人とされる、ジョージ・ランバートはウートンの教えを受けた。

## 作品

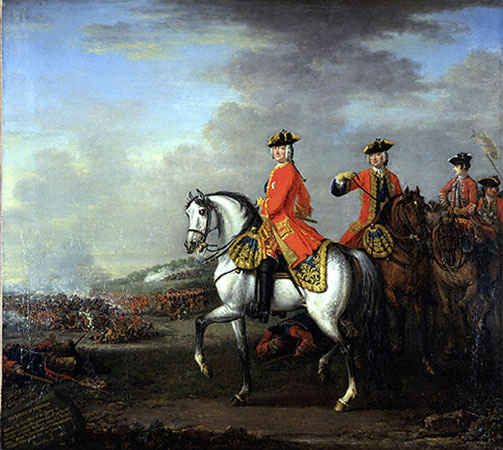
デッティンゲンの戦いのジョージ2世
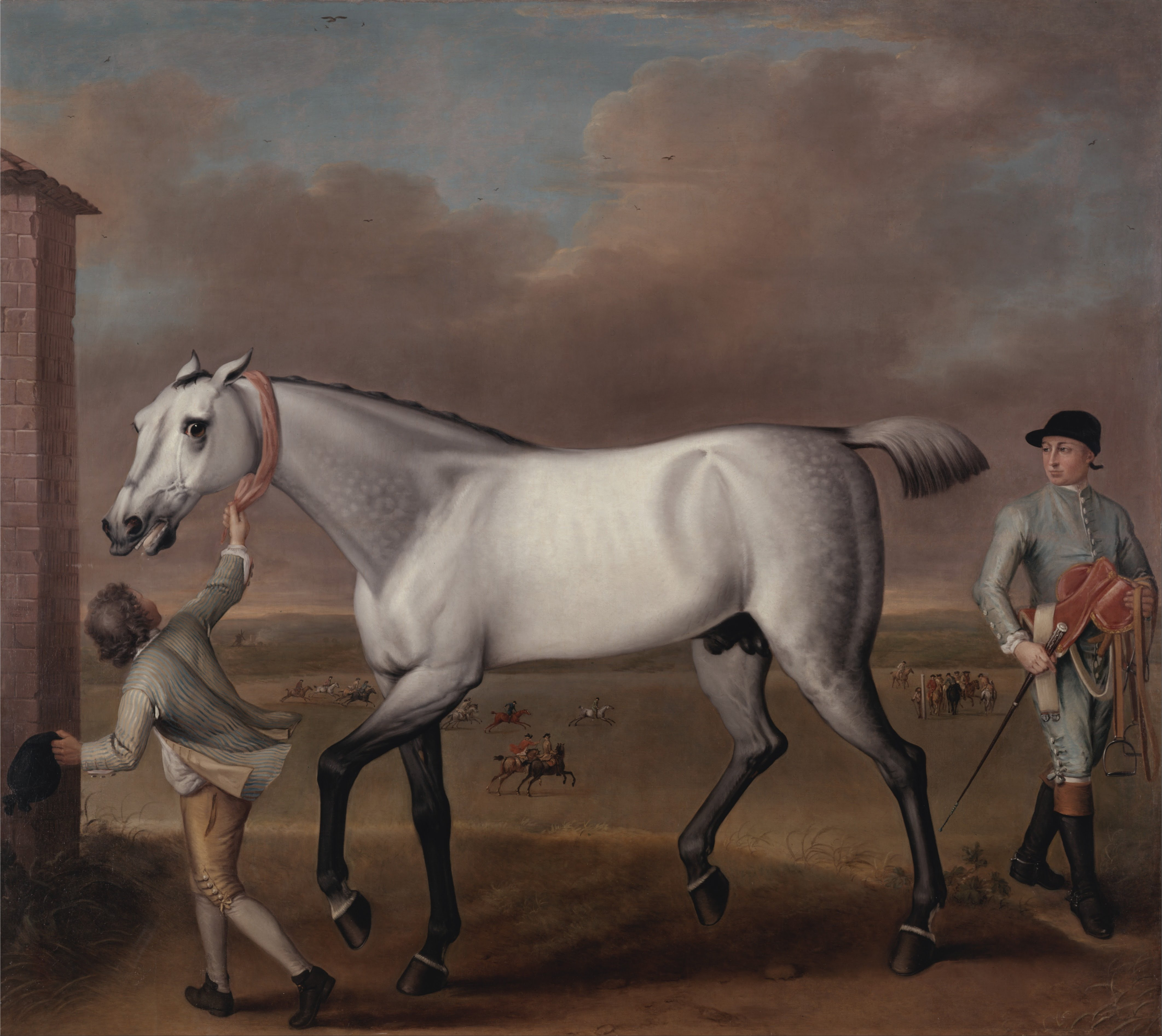
ハミルトン公爵の競走馬
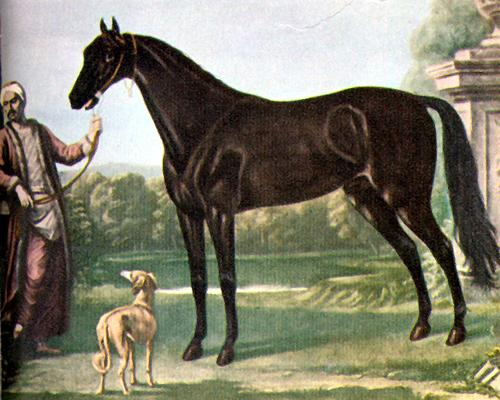
バイアリーターク（競走馬）
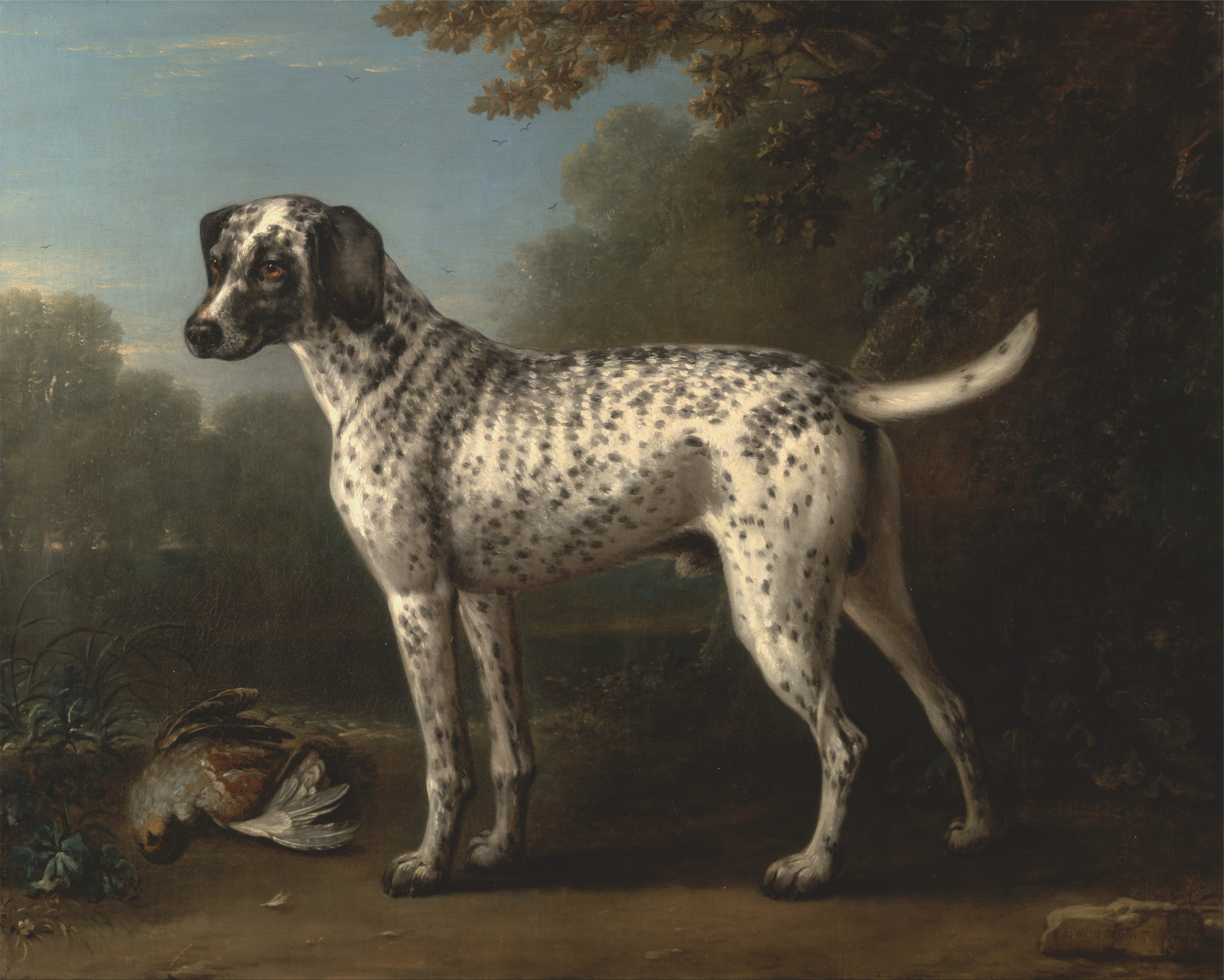

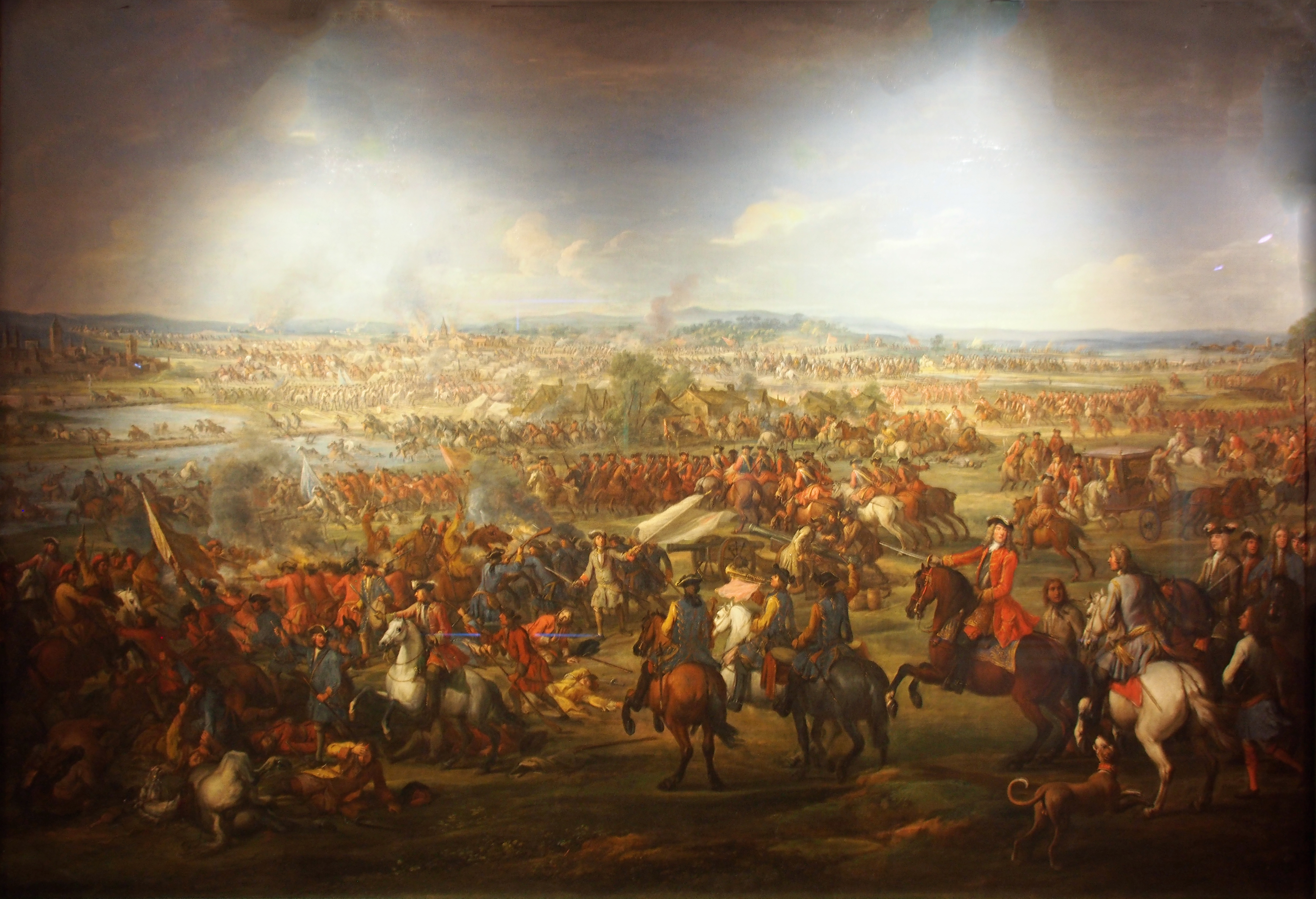
ブレンハイムの戦い
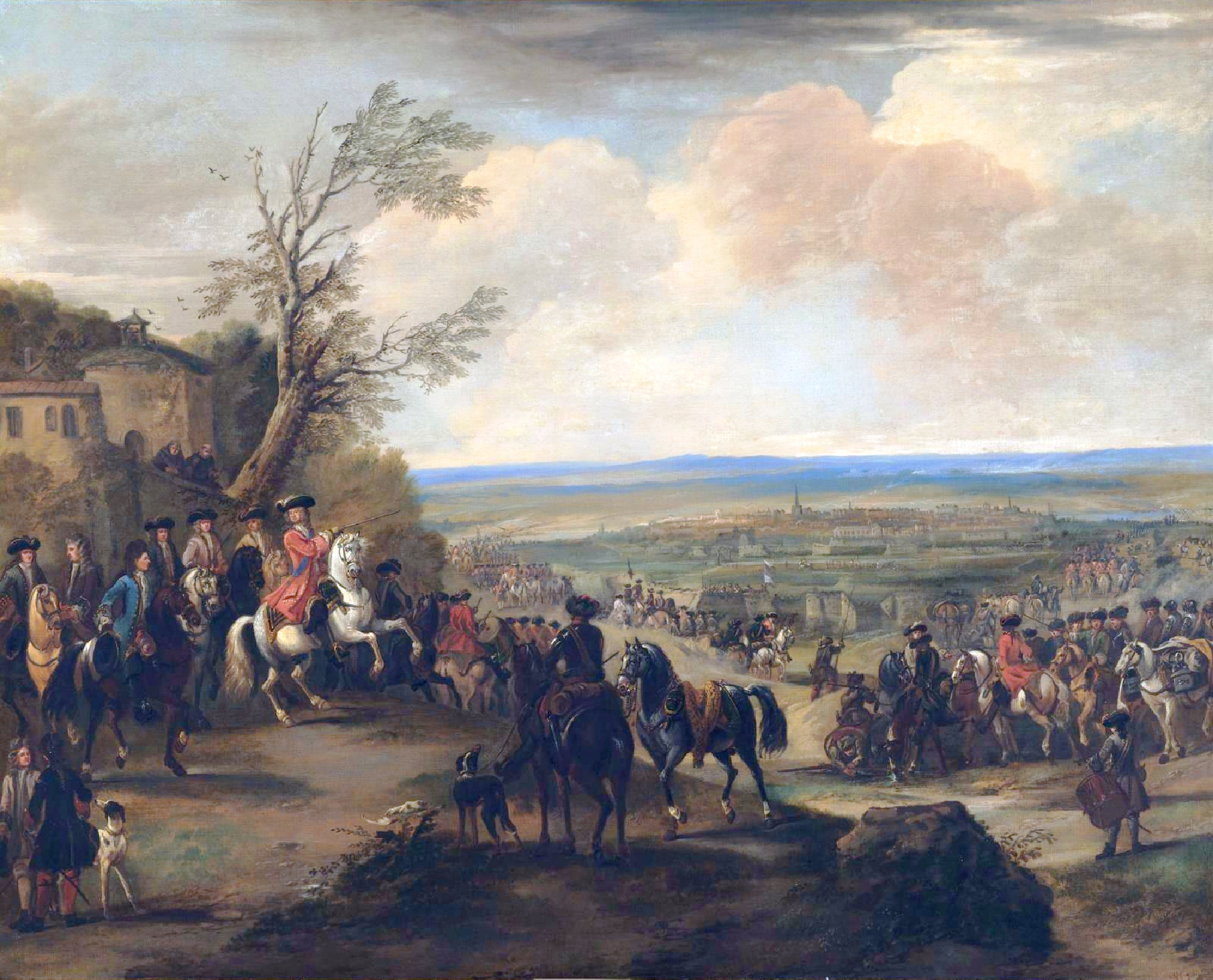
アウデナールデの戦い
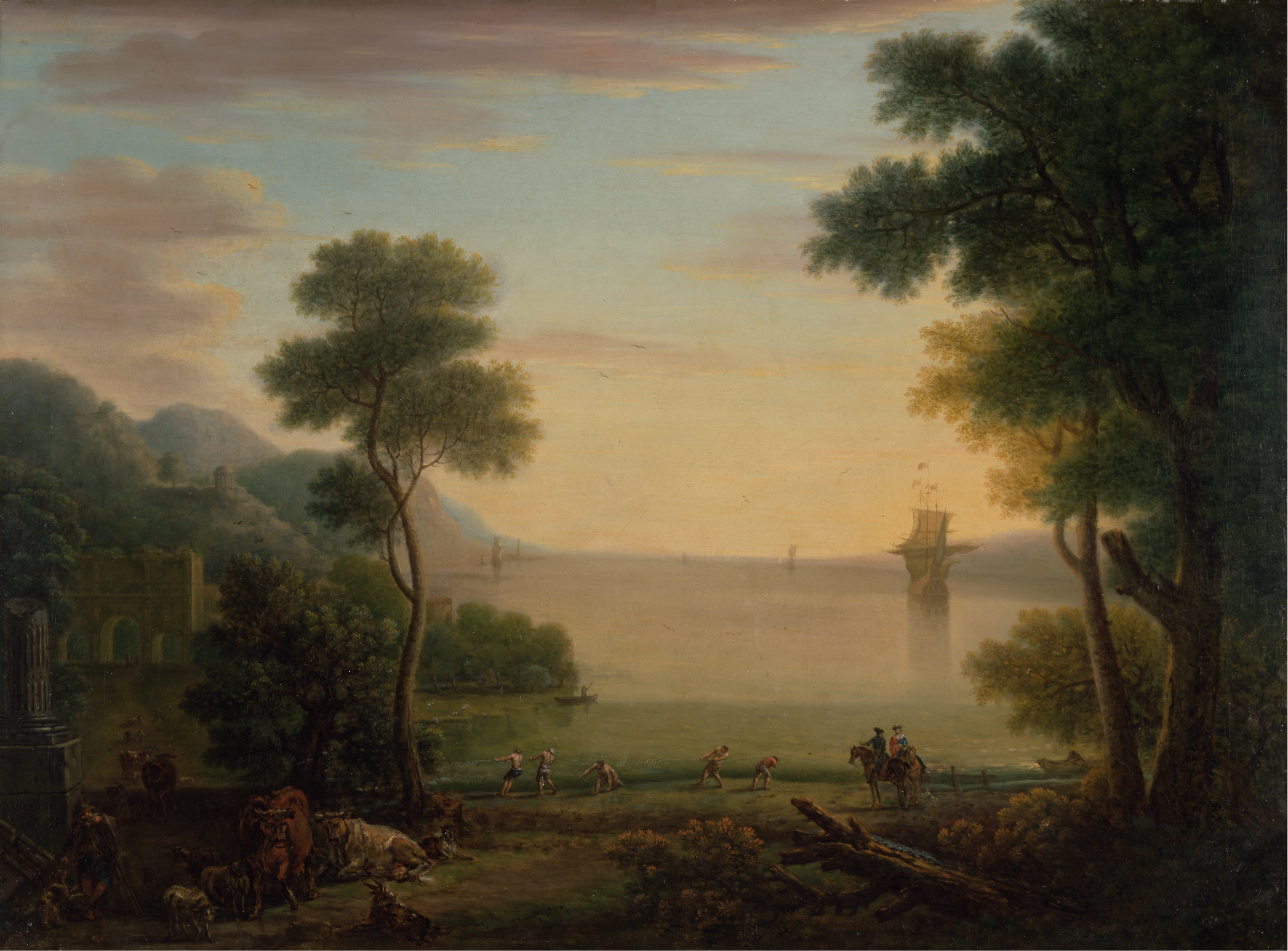
風景画